# Дарко Бргулян
Дарко Бргулян (5 листопада 1990) — чорногорський ватерполіст.
Учасник Олімпійських Ігор 2016 року.
Призер Чемпіонату світу з водних видів спорту 2013 року.